# مارينغا
مارينغا (بالبرتغالية: Maringá) هي مدينة برازيلية تقع في ولاية بارانا ، أسست بتاريخ 10 مايو عام 1947م، ويبلغ عدد سكانها نحو 385,753 نسمة.

## الطقس
| البيانات المناخية لـمارينغا (1961–1990) | البيانات المناخية لـمارينغا (1961–1990) | البيانات المناخية لـمارينغا (1961–1990) | البيانات المناخية لـمارينغا (1961–1990) | البيانات المناخية لـمارينغا (1961–1990) | البيانات المناخية لـمارينغا (1961–1990) | البيانات المناخية لـمارينغا (1961–1990) | البيانات المناخية لـمارينغا (1961–1990) | البيانات المناخية لـمارينغا (1961–1990) | البيانات المناخية لـمارينغا (1961–1990) | البيانات المناخية لـمارينغا (1961–1990) | البيانات المناخية لـمارينغا (1961–1990) | البيانات المناخية لـمارينغا (1961–1990) | البيانات المناخية لـمارينغا (1961–1990) |
| الشهر                                   | يناير                                   | فبراير                                  | مارس                                    | أبريل                                   | مايو                                    | يونيو                                   | يوليو                                   | أغسطس                                   | سبتمبر                                  | أكتوبر                                  | نوفمبر                                  | ديسمبر                                  | المعدل السنوي                           |
| --------------------------------------- | --------------------------------------- | --------------------------------------- | --------------------------------------- | --------------------------------------- | --------------------------------------- | --------------------------------------- | --------------------------------------- | --------------------------------------- | --------------------------------------- | --------------------------------------- | --------------------------------------- | --------------------------------------- | --------------------------------------- |
| الدرجة القصوى °م (°ف)                   | 39.1 (102.4)                            | 37.8 (100.0)                            | 36.0 (96.8)                             | 34.0 (93.2)                             | 32.0 (89.6)                             | 30.2 (86.4)                             | 31.4 (88.5)                             | 34.0 (93.2)                             | 37.2 (99.0)                             | 36.2 (97.2)                             | 39.4 (102.9)                            | 37.4 (99.3)                             | 39.4 (102.9)                            |
| متوسط درجة الحرارة الكبرى °م (°ف)       | 30.4 (86.7)                             | 30.5 (86.9)                             | 30.2 (86.4)                             | 28.2 (82.8)                             | 25.4 (77.7)                             | 23.8 (74.8)                             | 24.3 (75.7)                             | 26.1 (79.0)                             | 26.9 (80.4)                             | 28.6 (83.5)                             | 29.8 (85.6)                             | 29.8 (85.6)                             | 27.8 (82.0)                             |
| المتوسط اليومي °م (°ف)                  | 24.5 (76.1)                             | 24.5 (76.1)                             | 24.0 (75.2)                             | 22.0 (71.6)                             | 19.5 (67.1)                             | 17.8 (64.0)                             | 18.0 (64.4)                             | 19.6 (67.3)                             | 20.5 (68.9)                             | 22.3 (72.1)                             | 23.6 (74.5)                             | 24.0 (75.2)                             | 21.7 (71.1)                             |
| متوسط درجة الحرارة الصغرى °م (°ف)       | 19.8 (67.6)                             | 19.9 (67.8)                             | 19.3 (66.7)                             | 17.2 (63.0)                             | 14.9 (58.8)                             | 13.2 (55.8)                             | 13.2 (55.8)                             | 14.4 (57.9)                             | 15.3 (59.5)                             | 16.8 (62.2)                             | 18.4 (65.1)                             | 19.2 (66.6)                             | 16.8 (62.2)                             |
| أدنى درجة حرارة °م (°ف)                 | 10.0 (50.0)                             | 12.0 (53.6)                             | 9.0 (48.2)                              | 3.6 (38.5)                              | 1.8 (35.2)                              | 0.1 (32.2)                              | 0.0 (32.0)                              | −0.2 (31.6)                             | 1.5 (34.7)                              | 9.0 (48.2)                              | 9.0 (48.2)                              | 9.0 (48.2)                              | −0.2 (31.6)                             |
| الهطول مم (إنش)                         | 227.2 (8.94)                            | 159.5 (6.28)                            | 155.7 (6.13)                            | 132.8 (5.23)                            | 129.8 (5.11)                            | 113.7 (4.48)                            | 56.2 (2.21)                             | 66.8 (2.63)                             | 110.1 (4.33)                            | 162.4 (6.39)                            | 111.6 (4.39)                            | 167.0 (6.57)                            | 1٬592٫7 (62.70)                         |
| متوسط أيام هطول الأمطار (≥ 1.0 mm)      | 14                                      | 12                                      | 10                                      | 7                                       | 8                                       | 7                                       | 5                                       | 5                                       | 8                                       | 9                                       | 9                                       | 12                                      | 106                                     |
| متوسط الرطوبة النسبية (%)               | 74.3                                    | 74.9                                    | 71.4                                    | 71.3                                    | 71.6                                    | 73.5                                    | 66.6                                    | 61.5                                    | 64.0                                    | 65.5                                    | 65.1                                    | 71.5                                    | 69.3                                    |
| ساعات سطوع الشمس الشهرية                | 213.9                                   | 193.0                                   | 226.3                                   | 204.5                                   | 189.6                                   | 188.6                                   | 213.9                                   | 203.8                                   | 170.1                                   | 223.3                                   | 227.4                                   | 216.8                                   | 2٬471٫2                                 |
| المصدر: INMET                           |                                         |                                         |                                         |                                         |                                         |                                         |                                         |                                         |                                         |                                         |                                         |                                         |                                         |

## توأمة
لمارينغا اتفاقيات توأمة مع كل من:
- ليريا
- بريشا

## أعلام
- ديفيد لوبيز
- روبرتو جوليو دي فيغويريدو
- مارسيلو سيرينو
- أليكساندر فاسكونسيلوس
- دييغو فرانكا
- شيكو نيتو